# Orietta Berti
Orietta Berti, pseudonimo di Orietta Galimberti (Cavriago, 1º giugno 1943), è una cantante, personaggio televisivo e attrice italiana.
Soprannominata da Silvio Gigli la Capinera d'Emilia (ma più conosciuta come l'Usignolo di Cavriago), nel corso della sua carriera, iniziata negli anni sessanta, ha venduto oltre sedici milioni di dischi, ottenendo di conseguenza sei dischi d'oro, sette di platino e due d'argento. I suoi dischi sono stati pubblicati anche in diversi paesi del mondo, tra cui Austria, Spagna, Portogallo, Svizzera, Francia, Grecia, Turchia, Jugoslavia, Paesi Bassi, Regno Unito, Stati Uniti, Brasile, Argentina, Messico, Perù, Uruguay e Giappone. È stata una delle protagoniste della musica italiana negli anni sessanta e settanta, assieme a Ornella Vanoni, Patty Pravo (la Civetta di Venezia), Mia Martini, Mina (la Tigre di Cremona), Iva Zanicchi (l'Aquila di Ligonchio) e Milva (la Pantera di Goro). Negli anni duemilaventi ritrova grande popolarità grazie alla partecipazione al settantunesimo Festival di Sanremo ed in seguito alla pubblicazione del singolo tormentone Mille, con Fedez ed Achille Lauro.

## Biografia

### Dagli esordi al successo
Figlia di Mafaldo Oreste Galimberti e Vittoria Anna Vitali, Orietta comincia a cantare giovanissima, spronata dal padre, grande appassionato di musica lirica. Studia musica e canto lirico.

Nel 1961 partecipa alla sua prima manifestazione canora ufficiale, il concorso Voci Nuove Disco d'Oro a Reggio Emilia, con la canzone Il cielo in una stanza di Gino Paoli, qualificandosi per la finale che si tiene il 15 aprile al Tarantola Club: arriva sesta, dietro, tra gli altri, a Paola Neri (prima) e Iva Zanicchi (seconda), mentre dietro di lei si posiziona Gianni Morandi (nono). In questo concorso al Teatro municipale conosce Giorgio Calabrese, all'epoca direttore artistico della Karim, che le propone un contratto discografico: inizia quindi l'attività discografica nel 1962, incidendo i suoi primi due 45 giri che però non vengono effettivamente distribuiti.

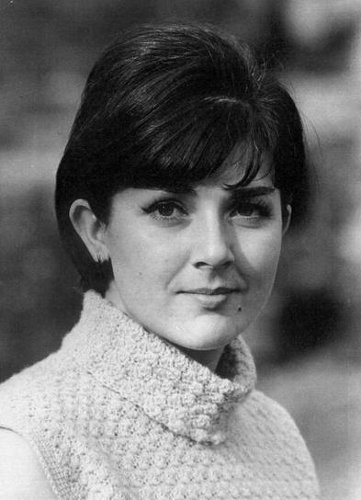
Orietta Berti nel 1965

Firma poi nel 1964 un contratto per la Polydor, incidendo Perdendoti (cover del brano Losing you di Brenda Lee) ed il suo primo album, Orietta Berti canta Suor Sorriso, un LP con le canzoni di Suor Sorriso, tra le quali si fa notare Dominique, che ottiene anche alcuni passaggi televisivi.
La cantante s'impone all'attenzione del pubblico e il successo arriva l'anno successivo con il brano: Tu sei quello (ancora oggi suo unico numero 1 raggiunto oltre a Mille, nonché unico da solista) che vince Un disco per l'estate 1965 e la Mostra Internazionale di Musica Leggera; a fine anno vince il Festival delle Rose 1965 con la canzone Voglio dirti grazie. 

Nel 1966 partecipa per la prima volta al Festival di Sanremo, in abbinamento con Ornella Vanoni, con Io ti darò di più, scritta da Alberto Testa e Memo Remigi e alla terza edizione di Un disco per l'estate con Quando la prima stella. Tutti questi brani confluiranno nel suo omonimo secondo album. Nello stesso anno vince il Festival di Lugano con Ritorna con il sole. 

Orietta Berti interpreta Suor Teresa nel film Zum Zum Zum – La canzone che mi passa per la testa (1968)

Torna a Sanremo nel 1967 con Io, tu e le rose, canzone che, pur se tristemente ricordata per essere stata citata da Luigi Tenco nel suo biglietto d'addio, è un altro dei suoi grandi successi. Dello stesso anno la terza partecipazione a Un disco per l'estate con Solo tu di Federico Monti Arduini e registra il suo terzo album Orietta Berti a Parigi, con l'orchestra di Sauro Sili ed il contributo del famoso gruppo vocale The Swingle Singers, e partecipa al Festival delle Rose 1967 con Io potrei, scritta sempre da Federico Monti Arduini.
Nel 1968 partecipa per la terza volta al Festival di Sanremo con Tu che non sorridi mai, senza però accedere alla serata finale, ma con Non illuderti mai si classifica al secondo posto a Un disco per l'estate. In autunno pubblica il suo quarto album, Dolcemente, e partecipa a Canzonissima, accedendo alla finale con Se m'innamoro di un ragazzo come te, scritta da Totò Savio.
Nel 1969 partecipa ancora al Festival di Sanremo con Quando l'amore diventa poesia, di Mogol e Soffici, ma il suo maggior successo discografico dell'anno è L'altalena, terza classificata a Un disco per l'estate.

### Gli anni settanta
Il nuovo decennio si apre con una serie di successi: Fin che la barca va del 1970, forse la sua canzone più conosciuta (classificatasi terza a Un disco per l'estate 1970), Tipitipitì (dello stesso anno, finalista a Sanremo), Una bambola blu (finalista a Canzonissima) e Via dei Ciclamini del 1971 (canzone apparentemente spensierata ma che, nel testo, affronta il tema della prostituzione); tutte entrano nei primi posti della hit-parade.

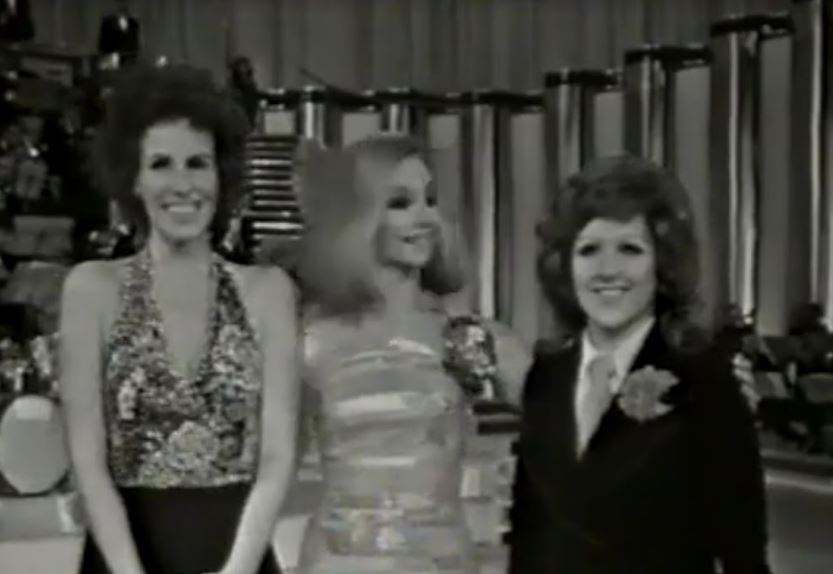
Orietta Berti (a destra) con Ornella Vanoni e Raffaella Carrà a Canzonissima

Nel 1970 la Rai le riserva uno speciale in quattro puntate incentrato sulla sua carriera e sulla sua vita, intitolato La cugina Orietta, e pubblica l'album Tipitipitì; altri successi del 1971 sono L'ora giusta, canzone presentata al Sanremo da Edda Ollari e Lorenza Visconti (il disco della Berti supera di gran lunga le vendite delle due interpreti sanremesi) e Ritorna amore, proposta alla Mostra Internazionale di Venezia. Nel 1971 pubblica anche un sesto album, Orietta.
Nel 1972 incide La vedova bianca, una delle sue canzoni più intense, che su una musica acustica affronta il tema dell'emigrazione e della solitudine a cui erano condannate le donne rimaste in patria; dello stesso anno è Per scommessa, canzone il cui testo, in epoca di femminismo, affronta il tema della donna oggetto.
Dal 1972 al 1974 ha inciso tre album di successo dedicati al repertorio folk: Più italiane di me, Cantatele con me e Così come le canto.
Nel 1974 torna al Festival di Sanremo con Occhi rossi che si classifica al terzo posto.
Nel 1975 incide il suo primo album di cover, Eppure...Ti amo, e nel 1976 un album costituito da musiche popolari della tradizione gitana e zingara, rielaborate da Mario Battaini e Vanni Moretto, con testi scritti da Luciano Beretta che descrivono la vita nomade: si tratta di Zingari..., in cui vi è anche la canzone Omar, dedicata al suo primogenito, presentata al Festival di Sanremo 1976.
Di quest'album è anche da ricordare la struggente Mamma di un angelo, canzone che racconta il dramma di una donna che non riesce a portare a termine la propria gravidanza.
Nella sua carriera, anche un salto nel cinema, accanto a mostri sacri come Ugo Tognazzi (I nuovi mostri, nell'episodio L'Uccellino della Val Padana, per la regia di Ettore Scola, nel 1977) e di Paolo Villaggio (Quando c'era lui... caro lei! nel 1978).
Nel 1979 incide ben due LP, Pastelli, un album con sonorità influenzate dal dilagante fenomeno della disco music, e Barbapapà, dedicato alla serie animata giapponese omonima inciso in coppia con Claudio Lippi pubblicando anche il relativo singolo Ecco arrivare i Barbapapà, il primo di una serie dedicata ai più piccoli.

### La svolta negli anni ottanta
Nel 1980 incide il brano per bambini La balena, sigla di Domenica In. Sempre dedicata ai bambini è la canzone La barca non va più, presentata da Orietta al Festival di Sanremo 1981, un ironico contrappunto a Fin che la barca va scritto da Bruno Lauzi, che ottenne un certo riscontro di vendite.
Partecipa al Festival di Sanremo 1982 con la canzone America in, ma con scarso esito.
Nel 1983 Orietta incide una nuova sigla per Domenica In, intitolata Tagliatelle. Da qui fino alla fine degli anni 80, Orietta inciderà solo dischi con canzoni esclusivamente d'amore e chiude, dunque, il periodo delle canzoni popolari.
Nel 1984 la sua carriera artistica ha una svolta con l'album Le mie nuove canzoni, con il quale inizia a prodursi da sola presentando brani scritti da Umberto Balsamo e Cristiano Malgioglio. Con Umberto Balsamo nascono altri due 33 giri: nel 1986 Futuro e nel 1989 Io come donna.
Nel 1984 partecipa al programma su Canale 5 Premiatissima con sei canzoni: Pensami di Julio Iglesias, La notte è fatta per amare di Neil Sedaka, Come prima di Tony Dallara, Io che amo solo te di Sergio Endrigo, Se stasera sono qui di Luigi Tenco e Nessuno al mondo di Peppino di Capri e si classifica al terzo posto con Io che amo solo te.
Nel 1986 ottiene un buon successo di pubblico e di critica al Festival di Sanremo con il brano Futuro, scritto da Balsamo.
Nel 1986 partecipa a una nuova edizione di Premiatissima con la canzone Senza Te e si classifica al quarto posto.
Nel 1989 Orietta presenta alle selezioni del Festival di Sanremo una canzone scritta da Mino Reitano e Umberto Balsamo dal titolo Tarantelle, scartata perché il testo viene giudicato troppo accusatorio nei confronti della classe politica.
Nello stesso anno partecipa alla trasmissione C'era una volta il festival con la canzone Io tu e le rose e si classifica al quinto posto e a Una rotonda sul mare con Tu sei quello e Non illuderti mai, ma non accede alla finale.

### Gli anni novanta: le numerose partecipazioni televisive
Nel 1990 partecipa di nuovo a C'era una volta il festival con Io ti darò di più e risulta sesta nella classifica generale, ma arriva prima tra tutte le cantanti in gara.
Nello stesso anno partecipa di nuovo a Una rotonda sul mare con le canzoni: Fin che la barca va e Quando l'amore diventa poesia.
Al Festival di Sanremo tornerà nel 1992 con la canzone Rumba di tango, presentata in coppia con il comico/autore Giorgio Faletti ed inclusa nell'album Da un'eternità. Nello stesso anno, sempre insieme a Faletti, è ospite fissa del varietà televisivo Acqua calda, su Rai Due.
Nel 1993 passa a Italia 1, dove conduce con le ragazze di Non è la RAI la trasmissione preserale intitolata Rock 'n' Roll.
Nel 1995 Orietta Berti festeggia trent'anni di carriera con la presenza fissa in qualità di ospite nella trasmissione televisiva Domenica in 1995/96.
Nel 1997 è tra i protagonisti di Anima mia con Fabio Fazio e Claudio Baglioni: proprio ad Anima mia duetta con Baglioni interpretando la canzone di Umberto Bindi Il nostro concerto.
Sempre nel 1997 inizia la collaborazione con Quelli che il calcio (prima su Rai Tre poi su Rai Due) che proseguirà sino alla stagione 2001; qui Orietta è nelle vesti di un'inviata molto speciale, non solo sui campi di calcio, ma anche in giro per il globo terrestre.
Nel 1997 è insieme a Fabio Fazio la conduttrice di Sanremo Giovani 1997, in prima serata su Rai Uno, dove terrà a battesimo tante nuove leve della musica leggera italiana. Per la stessa rete due anni dopo è invece la padrona di casa, insieme a Teo Teocoli e Fabio Fazio, di Sanremo Notte, dopofestival del 49º Festival della Canzone Italiana di Sanremo.
Nel 2000 vengono pubblicati due album che racchiudono alcuni dei suoi successi più famosi, con il titolo Il meglio di... Orietta Berti.

### Gli anni duemila
Nel 2001 partecipa alla trasmissione La notte vola, gara musicale tra i brani più famosi degli anni ottanta, nella quale presenta il suo successo del 1986 Futuro ed arriva in semifinale.
Tra le tournée in tutto il mondo (Stati Uniti, Australia, Canada, ecc.) e le tournée in Italia, viene richiesta da Maurizio Costanzo per partecipare in qualità di ospite fissa all'edizione 2001-2002 della trasmissione televisiva Buona Domenica su Canale 5. La collaborazione con Maurizio Costanzo, all'interno del cast fisso di Buona Domenica, prosegue di anno in anno fino alla stagione televisiva 2005-2006; durante quest'esperienza, Orietta ha la possibilità di interpretare brani di successo sia italiani che stranieri. È proprio da questa esperienza televisiva che Orietta trae ispirazione per produrre un nuovo CD, nel 2003, dal titolo Emozione d'autore (masterizzato alla Capitol Records a Hollywood).
Nel 2006 esce Exitos latinos, disco in lingua spagnola formato da quattordici grandi successi sudamericani che Orietta incide con l'orchestra diretta dal maestro Demo Morselli. Il disco, oltre a celebrare i 40 anni di carriera di Orietta, si ispira alle sonorità che hanno caratterizzato le produzioni discografiche passate. Nel settembre dello stesso anno torna in Rai partecipando come concorrente alla terza edizione di Ballando con le stelle, talent show condotto da Milly Carlucci.
Nel 2008, insieme al maestro Sandro Comini e alla sua orchestra, dà vita ad un nuovo lavoro discografico: Swing - Un omaggio alla mia maniera; sempre nello stesso anno viene messo in vendita un cofanetto con cinque CD ed un libretto intitolato Gli anni della Polydor - 1963/1978 che, come recita il sottotitolo, contiene "successi, inediti e rarità"; viene dunque ristampata in digitale la quasi totalità del repertorio della Berti.

### Anni 2010
L'11 ottobre 2010 riceve il Premio Speciale Mia Martini alla carriera per i suoi 45 anni di attività; in occasione di quest'evento pubblica la tripla raccolta Nonostante tutto... 45 anni di musica.
Nel 2015 incide il brano Dietro un grande amore firmato Paolo Limiti e Giovanna Nocetti, che diventa il titolo del tour organizzato per celebrare i suoi cinquant'anni di carriera. In una delle tappe del tour (al Gran Teatro La Versiliana, a Pietrasanta, con la direzione artistica del regista Fortemarmino Angelo Polacci) partecipa l'autrice del brano Giovanna Nocetti e la cantante Caterina Ferri.
Tra il 2016 e il 2019 e nel 2021 è ospite fissa a Che tempo che fa, condotto da Fabio Fazio. Nel 2018, invece, partecipa a Celebrity MasterChef e si classifica seconda, dietro alla cantante Anna Tatangelo.
Dall'8 al 29 giugno 2018 e dal 12 gennaio al 2 marzo 2019 è giurata e coach nelle prime due edizioni del programma Ora o mai più su Rai 1, condotto da Amadeus.
Nell'autunno del 2019 prende parte come ospite fissa a Domenica in su Rai 1.

### Anni 2020
A gennaio 2020 è una dei concorrenti de Il cantante mascherato, condotto da Milly Carlucci, mentre nell'autunno dello stesso anno è concorrente di Name That Tune - indovina la canzone, in onda su TV8 e condotto da Enrico Papi, partecipando a tutte le puntate. Tornerà in gara nella seconda edizione, dal 6 aprile 2021, partecipando per quattro puntate, essendo poi eliminata.
Nel settembre 2020 pubblica l'autobiografia Tra bandiere rosse e acquasantiere edita da Rizzoli Libri. Nel 2021 partecipa, dopo ben 29 anni, al Festival di Sanremo, dove presenta il brano Quando ti sei innamorato, che si classificherà al nono posto. Tra gli autori del brano, figura Tommy Esposito, batterista de Il Giardino dei Semplici. 
Il 5 marzo 2021 esce il nuovo album, composto solo da brani inediti, La mia vita è un film.
Nel maggio 2021 esce l'inedito Todo Cambia in duetto con Cristiano Malgioglio.
Il 18 maggio 2021 pubblica in digitale una cover del brano Lupin, celebre sigla del cartone animato giapponese Le nuove avventure di Lupin III, incisa originariamente nel 1982 dall'Orchestra Castellina-Pasi.
L'11 giugno 2021 viene pubblicato il singolo Mille, cantato con Fedez e Achille Lauro: grazie a questa collaborazione torna in cima alle classifiche FIMI e vince il premio omonimo ai Power Hits Estate; partecipa al film Extraliscio - Punk da balera, degli Extraliscio, inoltre, il 18 giugno esce su Disney+ il film d’animazione Luca, nel quale ella doppia il ruolo di Concetta Aragosta. Nello stesso anno, è una degli ospiti fissi del programma TV Che tempo che fa, in onda su Rai 3, ed è una delle coach di The Voice Senior, assieme a Clementino, Gigi D’Alessio e Loredana Bertè. A dicembre 2021 esce il singolo Luna piena, prodotto da Hell Raton e Machete Empire Records. Per l'edizione del Festival di Sanremo 2022 viene invitata come ospite assieme a Fabio Rovazzi cantando per quattro serate dalla Costa Toscana mentre per la finale sono sul palco interpretando Che cosa c'è, Parole parole e Luna piena. In seguito, conduce con Mara Maionchi e Sandra Milo il docu-reality Quelle brave ragazze.
A settembre entra a fare parte del cast della settima edizione del Grande Fratello VIP, nel ruolo di opinionista.
Il 16 settembre 2022 pubblica un cofanetto con sei CD, per l'occasione dei 57 anni di carriera, dal titolo La mia vita è un film - 55++ anni di musica.
Il 15 novembre 2022 pubblica il ricettario Nella mia cucina, le ricette di una vita edito da Gribaudi. Dal Dicembre 2022 avvia una serie web dal titolo Una ricetta con Orietta al fine di promuovere i 44 prodotti DOP e IGP dell'Emilia-Romagna. Ogni mese sui canali ufficiali della regione esce un breve video in cui, assieme agli influencer Federica Gif ed Emanuele Ferrari, viene preparata una ricetta tipica romagnola con i prodotti del "paniere" del giorno.
Il 9 giugno 2023 viene pubblicato, in collaborazione con Fabio Rovazzi, il singolo La discoteca italiana, il quale verrà certificato disco d’oro. Tra il 2023 e il 2024 è giudice fisso di Io canto Generation, talent di Canale 5 condotto da Gerry Scotti, e di Io canto Family, spin-off presentato da Michelle Hunziker.
Nel maggio del 2024 a Viva Rai2! Orietta Berti e Fiorello lanciano il singolo Una Vespa in 2, singolo nato da un jingle scritto da Fiorello stesso con Danti e composto da quest'ultimo, Enrico Cremonesi e Paolo Saraceni.
A inizio 2025 è chiamata nuovamente a fare la giudice, questa volta a Io canto Senior. Il 27 giugno 2025 esce il nuovo singolo Cabaret realizzato con Fabio Rovazzi ed il gruppo musicale Fuckyourclique, il brano è accompagnato da un videoclip diretto da Marco Sbarra.

## Vita privata
È sposata con Osvaldo Paterlini dal 14 marzo 1967; la coppia ha due figli: Omar e Otis, nati rispettivamente nel 1975 e nel 1980 e due nipoti: Olivia e Ottavia. La tradizione della famiglia Berti-Paterlini è dare un nome che inizi con la O a ogni bambino o animale domestico.

## Discografia
- 1965 – Orietta Berti canta Suor Sorriso
- 1966 – Quando la prima stella
- 1967 – Orietta Berti
- 1968 – Dolcemente
- 1970 – Tipitipitì
- 1971 – Orietta
- 1972 – Più italiane di me
- 1973 – Cantatele con me
- 1974 – Così come le canto
- 1975 – Eppure...Ti amo
- 1976 – Zingari...
- 1979 – Barbapapà (con Claudio Lippi)
- 1979 – Pastelli
- 1984 – Le mie nuove canzoni
- 1986 – Futuro
- 1989 – Io come donna
- 1989 – Le canzonissime di Orietta Berti
- 1992 – Da un'eternità
- 1996 – Per questo grande ed infinito amore
- 1999 – Incompatibili ma indivisibili
- 2000 – Il meglio di Orietta - Vol. 1
- 2000 – Il meglio di Orietta - Vol. 2
- 2003 – Emozione d'autore
- 2006 – Exitos latinos
- 2008 – Swing - Un omaggio alla mia maniera
- 2010 – Nonostante tutto... 45 anni di musica
- 2015 – Dietro un grande amore - 50 anni di musica
- 2021 – La mia vita è un film
- 2022 – La mia vita è un film - 55++ anni di musica

## Filmografia

### Cinema
- Z2 operazione Circeo, regia di Alberto Cavallone (1966)
- Dominique, (The Singing Nun), regia di Henry Koster (1966) - non accreditata
- Zum Zum Zum - La canzone che mi passa per la testa, regia di Bruno Corbucci (1968)
- Zum Zum Zum nº 2, regia di Bruno Corbucci (1969)
- I nuovi mostri, regia di Mario Monicelli, Dino Risi, Ettore Scola (1977)
- Quando c'era lui... caro lei!, regia di Giancarlo Santi (1978)
- Finché l'Emilia va, regia di Daniele Coluccini – documentario (2009)
- Extraliscio - Punk da balera, regia di Elisabetta Sgarbi – documentario (2021)

### Televisione
- L'Odissea, regia di Beppe Recchia – miniserie TV (1991)
- La vera storia della donna del mistero – miniserie TV (1992)
- Un medico in famiglia – serie TV, episodio 1x40 (1999)
- Tutti i padri di Maria, regia di Luca Manfredi – miniserie TV (2010)
- Untraditional – serie TV, episodio 2x15 (2018)
- Che Dio ci aiuti – serie TV, guest star nell'episodio 7x14 (2023)
- I delitti del BarLume – serie TV, guest star nell'episodio Sopra la Panca (2024)

## Programmi televisivi
- Aspettando l'alba (Programma Nazionale, 1966)
- La cugina Orietta (Secondo Programma, 1970)
- Permette? Segurini (Programma Nazionale, 1972)
- Stasera ti dico di no (Secondo Programma, 1973)
- Bimbo Day (Rete 2, 4 Dicembre 1981) - Con Franco e Ciccio
- Acqua calda (Rai 2, 1992) - ospite fissa
- Rock & Roll (Italia 1, 1993)
- Domenica in (Rai 1, 1995-1996, 2019) - ospite fissa
- Quelli che il calcio (Rai 2, 1997-2000) - inviata/ospite fissa
- Sanremo Giovani (Rai 1, 1997)
- Anima mia (Rai 2, 1997)
- Tutti in una notte (Rai 1, 1998)
- Sanremo Notte (Rai 1, 1999)
- Luci della Speranza (Rai 2, 2000)
- Buona domenica (Canale 5, 2001-2006) - ospite fissa
- Volare (Rete 4, 12 dicembre 2001)
- Ballando con le stelle (Rai 1, 2006) - concorrente
- Mettiamoci all'opera (Rai 1, 2009-2010) - giurata
- Ti lascio una canzone (Rai 1, 2011) - giurata
- Domenica Live - Riusciranno i nostri eroi a perdere peso? (Canale 5, 2013-2014) - concorrente
- Che fuori tempo che fa (Rai 3, 2016-2017) - ospite fissa
- Che tempo che fa - Il tavolo (Rai 1, 2017-2019; Rai 3,  2021-2022) - ospite fissa
- Celebrity MasterChef Italia 2 (Sky Uno, 2018) - concorrente
- Ora o mai più (Rai 1, 2018-2019) - coach
- Live - Non è la d'Urso (Canale 5,  2019-2020) - opinionista ricorrente
- Zecchino d'Oro (Rai 1, 2019) - giurata
- Il cantante mascherato (Rai 1, 2020) - concorrente
- Fuori dal coro (Rete 4, 2020) - ospite ricorrente
- Name That Tune - Indovina la canzone (TV8, 2020-2022) - concorrente
- The Voice Senior (Rai 1, 2021-2022) - coach
- Festival di Sanremo 2022 (Rai 1, 2022) - ospite fissa
- Quelle brave ragazze (Sky Uno, 2022)
- Grande Fratello VIP 7 (Canale 5,  2022-2023) - opinionista
- Io canto Generation (Canale 5, 2023-2024) - giurata
- Io canto Family (Canale 5, 2024) - giurata
- Io canto Senior (Canale 5, 2025) - giurata

## Doppiaggio
- Tutti i personaggi femminili in Barbapapà (1974-77) - edizione italiana Rai
- Concetta Aragosta in Luca (2021) - edizione italiana

## Pubblicità
Ha partecipato a due serie di sketch della rubrica pubblicitaria televisiva Carosello: nel 1970 per l'olio Liquigas della Esso e nel 1973 con Lelio Luttazzi per Pronto Johnson Vax e la cera per pavimenti Glocò, della Johnson & Son Italiana.

## Opere
- La vita secondo Orietta con Tommaso Labranca e Luciano Manzotti (Sperling & Kupfer, 1997)
- Tra bandiere rosse e acquasantiere (Rizzoli, 2020)
- Nella mia cucina, Le ricette di una vita (Gribaudo, 2022)